# Nikolai Topor-Stanley
Nikolai Topor-Stanley (* 11. März 1985 in Canberra) ist ein australischer Fußballspieler. Der Verteidiger steht seit 2012 bei den Western Sydney Wanderers unter Vertrag.

## Vereinskarriere
Topor-Stanley wurde als Sohn eines mauritischen Vaters und einer Mutter mit polnischen und deutschen Vorfahren geboren.
Er besuchte ein Jahr lang das Australian Institute of Sport und spielte anschließend in der New South Wales Premier League bei Manly United und den Belconnen Blue Devils.
In der Saison 2006/07 wurde der Verteidiger mehrfach vom A-League-Klub Sydney FC mit Kurzzeitverträgen ausgestattet, um Ruben Zadkovich und später Jacob Timpano zu vertreten. Wegen des Salary Caps in der australischen Liga wurde er allerdings nicht dauerhaft von Sydney unter Vertrag genommen. Er erreichte mit Sydney die Playoffs, das Team scheiterte aber bereits im Minor Semifinal.
Zur Saison 2007/08 unterschrieb Topor-Stanley einen Zwei-Jahres-Vertrag bei Perth Glory. In der ersten Saison wurde er als Perth Glorys Most Glorious Player ausgezeichnet, zudem wurde er zum Nachwuchsspieler des Jahres und von seinen Mitspielern zum Spieler des Jahres gewählt.
Anfang 2009 unterschrieb er zur Spielzeit 2009/10 einen Zwei-Jahres-Vertrag bei den Newcastle United Jets.
Im Sommer 2012 wechselte er zum neu gegründeten Ligakonkurrenten Western Sydney Wanderers. Mit den Wanderers konnte er in der Saison 2012/13 und in der Saison 2013/14 jeweils das Grand Final erreichen, scheiterte allerdings zuerst an den Central Coast Mariners und ein Jahr später an Brisbane Roar.

## Nationalmannschaft
Topor-Stanley nahm mit der australischen U-20-Nationalmannschaft an der Junioren-WM 2005 in den Niederlanden teil, kam beim Vorrundenaus aber nicht zum Einsatz. Mit der australischen Olympiaauswahl qualifizierte er sich für das olympische Turnier 2008 in China und wurde im Juli in das endgültige Aufgebot berufen.
Im März 2008 debütierte Topor-Stanley in einem Freundschaftsspiel gegen Singapur in der australischen A-Nationalmannschaft.